# كلايد لويس
كلايد لويس (بالإنجليزية: Clyde Lewis) هو سباح أسترالي، ولد في 25 سبتمبر 1997 في Herston, Queensland ‏ في أستراليا.